# Židovský hřbitov v Litomyšli
Židovský hřbitov se v Litomyšli v okrese Svitavy nachází zhruba dva kilometry od centra města v části Lány. Založen byl v roce 1876 a rozkládá se na ploše 1282 m2. Nejstarší dochované náhrobky pochází z let 1876 až 1877. Byl-li během druhé světové války poničen je otázkou. Spíše se zdá, že podobně jako většina hřbitovů v Sudetech (s výjimkou Mariánsko-lázeňska) k větším škodám vůbec nedošlo. Což mj. částečně dokazují dobové fotografie z padesátých let. Poslední pohřeb se zde konal v roce 1942. Od války zůstal dlouhá desetiletí ve zpustlém stavu. A pravděpodobně tehdy (jako ostatně na většině židovských hřbitovů u nás) došlo k jeho totálnímu zanedbání, rozkradení kamenů a zkáze. V období socialismu se opakovaně diskutovalo o zrušení hřbitova, nakonec k tomu však nikdy nedošlo. Vzhledem k odlehlosti hřbitova bylo několik desítek náhrobků odcizeno. Celkem se dochovalo 43 náhrobních kamenů z let 1877 až 1934.
V osmdesátých letech 20. století byla nad hřbitovem zbudována kamenná hráz, jejímž úkolem bylo odvádět vodu z přilehlých polí ke hřbitovu. To však mělo za následek podmáčení hřbitova, devastaci márnice, propad některých hrobů a dokonce vyplavení ostatků pohřbených. K nápravě došlo až v roce 1991 výstavbou odtokové stoky. Ohradní zeď hřbitova je rozvalena, avšak postupně se opravuje. V roce 2003 došlo k rekonstrukci zdejší márnice.
Přístupný je buď po silnici z vesnice Kornice, či po polní cestě z ulice Na Lánech.
Údaje o založení hřbitova se rozcházejí. Podle jedněch pramenů již okolo roku 1840, podle jiných – teprve od roku 1876.  Druhému údaji také odpovídají dochované úmrtní matriky, které začínají datem 1877. Sporadické židovské osídlení, nebo chceme-li, výskyt Židů v Litomyšli je předpokladatelný již ve starších dobách okolo 15. století. Víme však, že  židovský živel je z Litomyšli násilně vypovězen zhruba po Třicetileté válce a z nepochopitelných důvodů přetrvávala jistá averze vůči Židům živá až do konce století devatenáctého, kdy v roce 1893 dochází k útoku a zhanobení hřbitova – patrně českým socialistickým dělnictvem. Zachovalo se dokonce i historické foto. Proč k útoku na hřbitov došlo, se prozatím nepodařilo zjistit, patrně se na něm podepsal dobový kontext. Litomyšlští Židé byli kapitalisté každým coulem (obchody, mlýny, hotely a fabriky), dělnictvo neklidné a sociálně rozkolísané, schopné uvěřit každé pitomosti, navíc v roce 1893 píšeme jen jeden rok před obviněním Dreyfuse a necelých pět let před polenskou hilsneriádou.
Předpokládá se také, že od poloviny 18. století až do roku 1848 Židé v Litomyšli sporadicky usedlí byli, neměli však svoji vlastní samostatnou náboženskou obec a tedy ani hřbitov. Poslední ucelenější  literární pramen (Rozkošná-Jakubec: Židovské památky Čech) popisuje hřbitov jako devastovaný a odhaduje na něm pouhých několik desítek kamenů. Díky neuvěřitelnému úsilí pana Vojty Tomse zjišťujeme, že kamenů a hrobů je zde mnohem mnohem více a počtem i svou pozicí poměrně věrně odpovídají údajům z matrik.
Zesnulí byli do hrobové prsti ukládání od horní zdi směrem dolů k *ohelu (márnici). A to nohama k horní obvodové zdi, náhrobní kameny vstaveny k jejich hlavám, jakoby do týlu. Nápisem rovněž jakoby na „týlové“ straně nebožtíka. Jedinou výjimku tvoří náhrobky 013-016, nevíme však, zda byly takto osazeny již původně ve dvacátých letech dvacátého století, a tedy zcela záměrně, anebo  zda došlo k jejich osazení tímto způsobem teprve během pokusů o obnovu hřbitova. Dobové snímky i dosavadní zkušenost s funerální praxí židovstva lze spolehlivě potvrdit zvyk a tedy i existenci rodinných polí (např. Sgallovi a Theinovi), naopak existence speciálního dětského oddělení je diskutabilní.
Funerální plastika je zde velice sporadická, vedle romantizujícím způsobem zpracovaných macejv (pseudogotika) zde nacházíme (prozatím) pouze několik kohenských a levitských symbolů a pár motivů florálních, sloužících spíše jako „dělítko“ pro orientaci v textu. Epigrafika odpovídá době svého vzniku, je však pozoruhodné, že v latinkových textech suverénně převládá čeština nikoli němčina. Několik epitafů je však velice zdařilých a patří čestně do pokladnice funerální poezie.